# Andrew Ranicki
Andrew Alexander Ranicki (nascido Andrzej Aleksander Ranicki; Londres, 30 de dezembro de 1948 – Edinburgh, 21 de fevereiro de 2018) foi um matemático britânico, professor de matemática da Universidade de Edimburgo, que trabalhou com topologia algébrica.
Filho de Marcel Reich-Ranicki (1920–2013) e Teofila Reich-Ranicki (1920–2011); na família falava-se polonês. Morou em Varsóvia, Frankfurt am Main e Hamburg e frequentou a partir dos 16 anos de idade uma escola na Inglaterra. Ranicki estudou matemática na Universidade de Cambridge e obteve o diploma em 1969, onde obteve em 1973 um doutorado, orientado pelos topólogos Andrew Casson e Frank Adams, com a tese Algebraic L-Theory. De 1972 a 1977 foi fellow do Trinity College em Cambridge.
De 1977 a 1982 foi professor assistente na Universidade de Princeton, desde 1982 Lecturer na Universidade de Edimburgo e desde 1987 reader. Em 1992 foi eleito fellow Sociedade Real de Edimburgo. Desde 1995 foi na Universidade de Edimburgo detentor da cátedra de cirurgia algébrica. Foi diversas vezes pesquisador convidado no Instituto Max Planck de Matemática em Bonn, a última vez em 2011.
Recebeu o Prêmio Whitehead de 1983 e o Prêmio Berwick de 1984.

## Vida privada
Ranicki foi casado desde 1979 com a paleontologiusta dos Estados Unidos Ida Thompson, com quem teve uma filha.
Morreu vitimado por leucemia.

## Obras
- Exact sequences in the algebraic theory of surgery, Princeton University Press 1981
- Lower K and L Theory, London Mathematical Society Lecture Notes, Bd. 178, Cambridge University Press 1992
- Algebraic L-Theory and Topological Manifolds, Cambridge Tracts in Mathematics Bd. 102, Cambridge University Press 1992
- Algebraic and geometric surgery, Oxford University Press 2002
- High dimensional knot theory, Springer 1998
- com Bruce Hughes: Ends of complexes, Cambridge Tracts in Mathematics Bd. 123, Cambridge University Press 1996
- editor com N. Levitt, Frank Quinn: Algebraic and geometric topology (Konferenz Rutgers University, New Brunswick 1983), Springer 1985, Lecture Notes in Mathematics Bd. 1126
- editor com David Lewis, Eva Bayer-Fluckiger: Quadratic forms and their applications (Konferenz Dublin 1999), Contemporary Mathematics Vol. 272, American Mathematical Society, 2000
- editor: Noncommutative localization in algebra and topology, London Mathematical Society Bd. 330, Cambridge University Press 2006
- editor com Steven Ferry, Jonathan Rosenberg: The Novikov conjectures, index theorems and rigidity (Oberwolfach 1993), London Mathematical Society Lecture Notes Bd. 226, 227, Cambridge University Press 1995
- editor: The Hauptvermutung Buch, Kluwer 1996
- editor com Sylvain Cappell, Jonathan Rosenberg: Surveys on surgery theory. Papers dedicated to C. T. C. Wall, 2 Volumes, Annals of Mathematical Studies, Princeton University Press 2000